# 명곡의 고향 (KBS)
명곡의 고향은 1994년 5월 1일부터 1995년 4월 22일까지 KBS에서 방영된 5분 길이의 클래식 고전 음악 프로그램이다.